# Agrothereutes ramellaris
Agrothereutes ramellaris là một loài tò vò trong họ Ichneumonidae.